# Medvelepkefélék
A medvelepkefélék (Arctiidae)  a rovarok (Insecta) osztályának lepkék (Lepidoptera) rendjébe, ezen belül a valódi lepkék (Glossata) alrendjébe tartozó család. 1400-1500 nem mintegy 11 000 faja tartozik ide, ebből kb. 6000 neotrópusi.
Az utóbbi időkben a taxont egy kategóriával „leminősítették”, és jelenleg egy korábbi alcsaládból (Erebinae) képzett új Erebidae nevű család egyik alcsaládjának (Arctiinae) tekintik.

## Megjelenésük, felépítésük
Vaskos testű, sűrű szőrű, „medveszerű” hernyóikról kapták tudományos nevüket (görögül: αρκτος = medve) – a magyar népnyelv ezeket „papmacska”-hernyóknak hívja. Ez a szőrbunda visszariasztja a legtöbb rovarevő madarat és sok más, kisebb állatot is, bár egyáltalán nem hatásos például a fürkészdarazsak vagy egy sereg élősködő ellen.
Az imágók szárnyán a 2. középső ér összefügg a mögötte lévő 3. középső érrel, vagy legalábbis látható, hogy eredetileg összefüggött vele. Hátsó szárnyukon a szegély alatti ér a sugárérből ered. A szárnyakat kapcsoló sörte minden fajon megtalálható. Feltűnően sok faj szárnya élénktarka.
Szívókájuk erősen kifejlődött. A hím csápja röviden fésűs.

## Életmódjuk, élőhelyük
A trópusi Amerikában a több, a Paracles nembe tartozó, mocsári medvelepke hernyói árkok és lassan folyó vizek növényein élnek, és angolnaszerű, kígyózó görbülésekkel úsznak egyiktől a másikig. Hátuk hosszú, bozontos szőrében ezüstösen csillogó légbuborékokat visznek magukkal, és azokból lélegeznek. Amikor a felszínre emelkednek új adag levegőért, testük végét kiemelik a vízből.
Egyes hernyók a föld alatt bábozódnak, mások viszont fölötte – utóbbiak szövedékben.
Az imágók általában éjjel aktívak, bár egyes fajok kivételesen repülnek napfényben is. Ilyen pl.:
- bíbor medvelepke (Rhyparia purpurata) L., 1758
- fémes medvelepke (Callimorpha dominula) L., 1758
- csíkos medvelepke (Euplagia quadripunctaria, Callimorpha quadripunctaria) Poda, 1761

## Rendszertani felosztásuk
A hagyományosan vett családba az alábbi alcsaládokat sorolták:
- medvelepkék (Arctiinae)
- Ctenuchinae
- Lithosiinae
- Pericopinae

Az újabb értelmezésben vett alcsaládot nemzetségekre osztják, de nincs konszenzus abban, hogy hányra és mik azok. Saját beosztásunkkal az egyértelműség érdekében egyelőre a hagyományos rendszertant követjük.

## Néhány faj
- Tejszínű medvelepke (Spilosoma lubricipeda)
- Útifű-medvelepke (Parasemia plantaginis)
- Közönséges medvelepke (Arctia caja)
- Díszes medvelepke (Arctia festiva)
- Vörösszélű medvelepke (Diacrisia sannio)
- Fehér medvelepke (Hyphantria cunea)